# Эри Шо, Херберт Кеннет
Херберт Кеннет Эйри Шоу (англ. Herbert Kenneth Airy Shaw, 7 апреля 1902 — 19 августа 1985) — британский биолог, ботаник.

## Биография
Херберт Кеннет Эйри Шоу родился в графстве Саффолк 7 апреля 1902 года в семье школьного учителя. Потомок (по материнской линии) астронома Дж. Б. Эйри.
Окончил Колледж Корпус-Кристи Кембриджского университета.
Внёс значительный вклад в ботанику, описав множество видов семенных растений.
Многие годы работал в Королевских ботанических садах Кью. Подготовил 7-е издание «Словаря цветковых растений и папоротникообразных» Дж. Уиллиса.
Умер в 1985 году.

## Научные работы

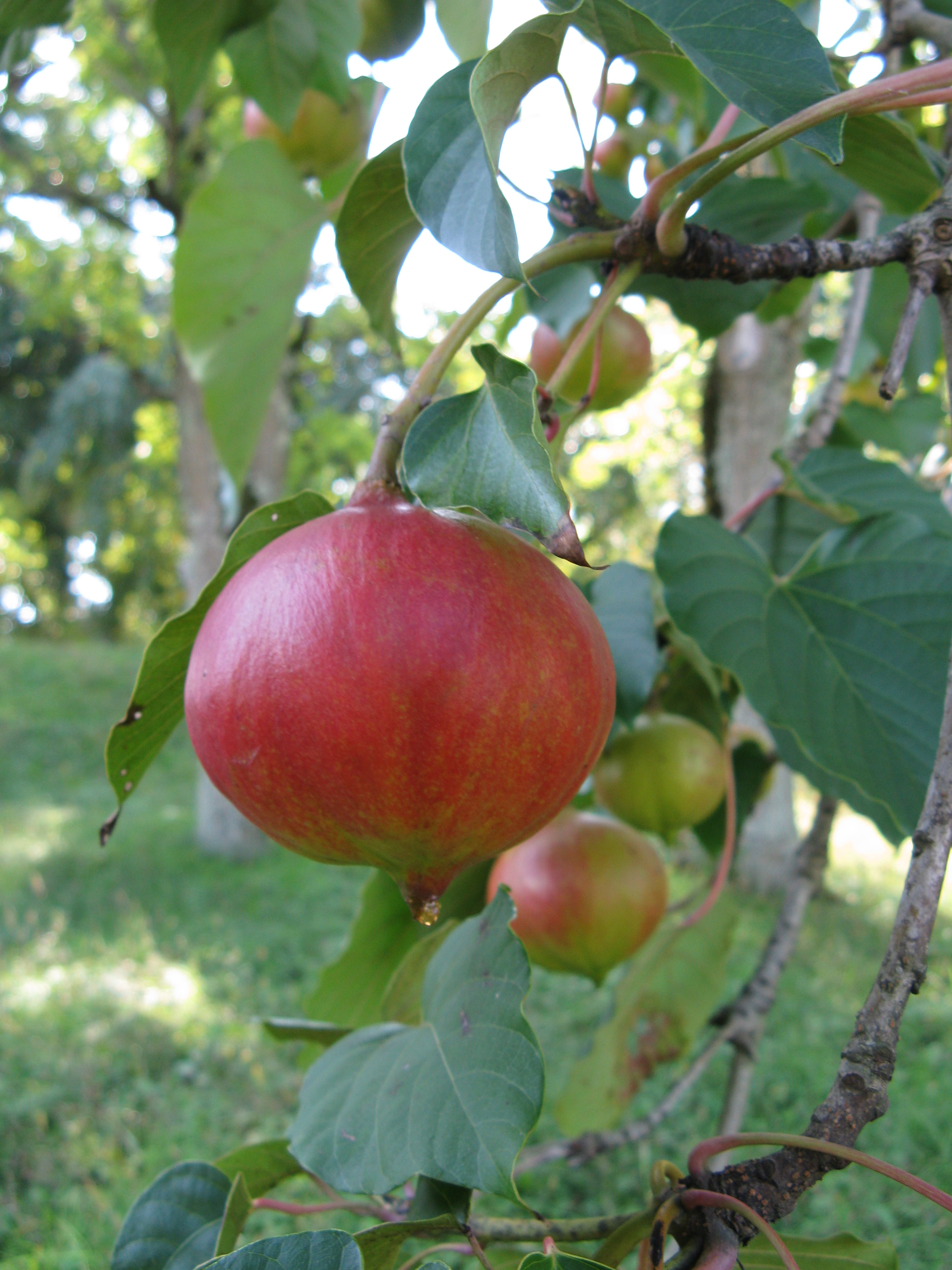
Тунг Форда

- The Euphorbiaceae of New Guinea. 1980.